# Wszechświat (film)
Wszechświat (lub Kosmos, ang. Space; w USA wydany pod nazwą Hyperspace) – wyprodukowany w 2001 roku przez BBC brytyjski serial dokumentalny poświęcony szeroko pojmowanej tematyce kosmosu. Narratorem serii jest aktor Sam Neill.

## Odcinki
1. Gwiezdny Pył (Star Stuff) – w odcinku przedstawiona została najbardziej prawdopodobna w świetle obecnej wiedzy naukowej droga, jaką przebył Wszechświat od swych początków do wytworzenia gwiazd, cięższych od wodoru pierwiastków, planet i wreszcie - życia.
2. Walka o życie (Staying Alive) - odcinek omawia zagrożenia życia na Ziemi ze strony meteorytów i komet. W ramach zagadnienia przedstawiona jest hipoteza Shivy, według której co 30 milionów lat orbity komet z Obłoku Oorta otaczającego Układ Słoneczny zaburzane są przez gwiazdy mijane przez Słońce w jego drodze przez płaszczyznę Drogi Mlecznej. W efekcie wiele z komet trafia do centrum Układu Słonecznego i znacznie zwiększa się ryzyko ich kolizji z Ziemią.
3. Czarne dziury (Black Holes) – trzecia część poświęcona jest zjawisku czarnej dziury - jej naturze i sposobom detekcji; przedstawiony jest też scenariusz spotkania Ziemi (a właściwie całego Układu Słonecznego) z tego rodzaju obiektem.
4. Czy jesteśmy sami? (Are We Alone?) - odcinek czwarty porusza zagadnienia granic tolerancji przez istoty żywe warunków panujących w otoczeniu, występowania życia poza Ziemią (w tym także inteligentnych jego form) oraz poszukiwania planet pozasłonecznych.
5. Nowe światy (New Worlds) w piątej części rozważana jest przyszłość gatunku ludzkiego w odległej przyszłości, gdy zmiany zachodzące na starzejącym się Słońcu uczynią dalsze życie na Ziemi niemożliwym, ludzkość zaś zmuszona będzie do przekształcenia innych planet według własnych potrzeb, a być może także dostosowania siebie samych do nowego otoczenia.
6. Odważnie naprzód (Boldly Go) – ostatni z odcinków poświęcony jest podróżom w kosmos i technologiom - takim jak na przykład silnik jonowy i żagiel słoneczny - które mogą takie podróże umożliwić. Rozważana jest także opcja pokonywania wielkich odległości poprzez hipotetyczne tunele czasoprzestrzenne.

## Obsada
Poza narratorem, w poszczególnych odcinkach wystąpiło szereg osób, głównie naukowców:
- Tim Axelrod
- Penny Boston
- Brian Boyle
- David Brin (pisarz science fiction)
- Peter Coles
- Paul Drake
- Andrea Ghez
- Les Johnson
- Robert Kirshner
- Lawrence Krauss
- Janna Levin
- Geoffrey Marcy
- Christopher McKay
- Story Musgrave (astronauta)
- Michael Rampino
- Marc Rayman
- Seth Shostak
- Jeffrey C. Wynn
- Robert Zubrin